# スロウレイン
「スロウレイン」（slow rain）は、日本のロックバンドACIDMANの11thシングル。2006年9月6日発売

## 概要
- アイソトープのsecond lineが収録されている。
- 販売初期に出回ったCDのみ歌詞カードに書かれている佐藤雅俊の「俊」が「敏」と誤植されている。
- ACIDMANプロデュースの須藤元気1stシングル「Love&Everything」と同時発売。

## 収録曲
1. スロウレイン(4:31)
須藤元気の楽曲プロデュースの際当初はこの曲を提供しようと思っていたという。
5thアルバム『green chord』に収録。
2. アイソトープ(second line)(3:04)
2ndアルバム『Loop』に収録されている「アイソトープ」をセルフカバーしたもの。ボサノヴァ風にリアレンジされている。パーカッションにはNEIL&IRAIZA・CUBISMO GRAFICOの松田"chabe"岳二が参加している。
3. Walking Dada(inst.)(2:23)
「Dada」とはダダイスムからきている。オリジナルアルバム未収録ながらPVが製作されている。

作詞：大木伸夫、作曲：ACIDMAN

## 収録アルバム
- green chord (#1)
- ACIDMAN THE BEST (#1)
- THIS IS INSTRUMENTAL (#3)